# Kai Hansen

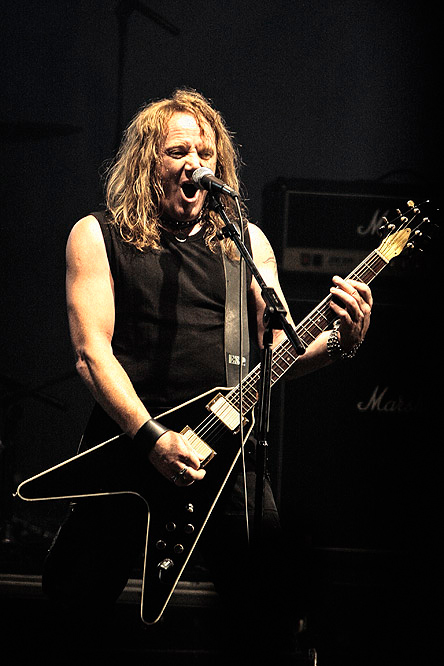
Kai Hansen

Kai Michael Hansen (Hamburg, 17 januari 1963), is een Duitse heavymetalgitarist en zanger. Hij wordt door veel andere gitaarspelers gezien als "grootvader" van de Europese powermetal.
In 1979 startte Hansen als gitarist in de band Iron Fist. Samen met Michael Weikath richtte hij Helloween op. Hierin begon hij als zanger/gitarist. Omdat tijdens optredens deze dubbelfunctie als te zwaar werd ervaren, fungeerde hij vanaf 1987 alleen nog als gitarist. De zang werd overgenomen door Michael Kiske.
Door strubbelingen binnen de band verliet hij deze in 1989 tijdens de Keepers, part II-tournee. Hij richtte een nieuwe band op, Gamma Ray, waarmee hij ook successen vierde.
Later, in 1996 richtte hij samen met Piet Sielck en Thomen Stauch de band Iron Savior op. Deze band bestaat nog steeds maar Hanssen verliet hem in 2001 om zich meer op Gamma Ray te focussen.
Kai Hansen werkte ook mee aan sommige nummers van Blind Guardian. Daarnaast zong hij ook enkele nummers in van het project Avantasia. Hansen speelt en zingt soms ook live bij Avantasia, meestal samen met Michael Kiske. Het nummer The Toy Master op het album The Scarecrow, dat oorspronkelijk werd ingezongen door Alice Cooper, wordt live vrijwel altijd vertolkt door Hansen.
In 2011 sloot Hansen zich bij Unisonic aan, met onder anderen Michael Kiske, die de band in 2009 oprichtte.
Voor de wereldtournee van Helloween die zou lopen van 2017 tot in 2019 sloten Hansen en Kiske zich weer aan bij hun voormalige band. Tijdens de tournee maakte de band bekend dat ook na de optredens Hansen en Kiske bij de zouden blijven en in 2020 werd een nieuw album uitgebracht. In januari 2025 bestaat Helloween nog steeds uit dezelfde samenstelling.